# Nataļja Tiņina
Nataļja Tiņina (ur. 29 lutego 1984 w Rydze) – łotewska siatkarka, reprezentantka kraju.

## Kluby
- Katrineholm VK
- Madonna University Crusaders
- Reykjavik